# Fanči Bernik
Fanči Bernik, slovenska športnica, po poklicu krznarska delavka, * 29. december 1906, Ljubljana, † 7. oktober 1965, Ljubljana.
Bila je atletinja in igralka hazene, ki je na državnem prvenstvu v Zagrebu leta 1926 s 5 kg težko kroglo z metom dolgim 8,67 m dosegla državni rekord v suvanju krogle, kar je bilo 27 cm več od takratnega svetovnega rekorda. Bila pa je tudi stalna članica državne reprezentance v hazeni (ženski igri z žogo na odprtem igrišču, podobni rokometu). Leta 1934 je  sodelovala na svetovnem prvenstvu v Londonu, kjer je reprezentanca Kraljevine Jugoslavije osvojila 1. mesto.